# Мафумба, Жан-Рене
Жан-Рене Саша Мафумба (фр. Jean-Rene Shasha Mafumba, также известен под именем Мфило Мафумба фр. Mfilo Mafumba; 11 октября 1969, ДР Конго) — конголезский футболист, нападающий.

## Биография
В начале августа 1995 года провёл два матча за команду «ЦСКА-Борисфен» в Высшей виге Украины. В ЦСКА он перешёл вместе с другим легионером Альфонсо Янезом Рамиресом из Перу. Мафумба в чемпионате сыграл против запорожского «Металлурга» (0:1) и донецкого «Шахтёра» (4:0), в обеих играх «ЦСКА-Борисфен» одержал победу, также в обеих играх Мафумба выходил на замену вместо Андрея Гусина. Мафумба стал первым игроком из Заира (позже ДР Конго) в чемпионате Украины. Затем у Мафумбы был вариант трудоустройства в одном из клубов Дубая.
Через несколько месяцев его агент Вилли Хоппен трудоустроил Мафумбу в немецком клубе «Пархимер» из города Пархим, который выступал в NOFV-Oberliga Nord (пятый уровень немецкой футбольной системы). Конголезский футболист обошёлся клубу в 15 тысяч долларов США, а его ежемесячная зарплата составляла 2 тысячи марок. Также вместе с Жаном-Рене Мафумбой в «Пархимер» перешёл его соотечественник Ассана Топе. В составе команды дебютировал 5 ноября 1995 года в домашнем матче против «Магдебурга», Мафумба вышел на отыграл весь матч, а встреча закончилась со счётом (3:0). Всего провёл в команде полтора года и сыграл 40 матчей, в которых забил 7 голов. Летом 1998 года перешёл в «Шёнберг» из одноимённого города. В составе коллектива провёл один сезон и отыграл в 18 матчах, забив 1 мяч. В июне 1999 года стало известно, что контракт Мафумбы с клубом продлён не будет.